# 24464 Williamkalb
24464 Williamkalb è un asteroide della fascia principale. Scoperto nel 2000, presenta un'orbita caratterizzata da un semiasse maggiore pari a 2,4034781 UA e da un'eccentricità di 0,1132683, inclinata di 5,34549° rispetto all'eclittica.